# IAI Heron
IAI Heron (Machatz-1) je bespilotna letjelica (UAV) dugog doleta i srednje visine koju je razvio Malat (UAV) odjel "Israel Aerospace Industries". Sposoban je za srednje visinske dugotrajne operacije (MALE) u trajanju do 52 sata na do 10,5 km. Pokazao je 52 sata neprekidnog leta, ali efektivno operativno maksimalno trajanje leta je kraće, prema nosivosti i profilu leta. Napredna verzija, Heron TP, također je poznata kao IAI Eitan.
Dana, 11. rujna 2005. objavljeno je da su Izraelske obrambene snage kupile sustave Heron u vrijednosti od 50 milijuna američkih dolara.

## Dizajn i razvoj
Heron navigira pomoću internog GPS navigacijskog uređaja i ili unaprijed programiranog profila leta (u kojem slučaju je sustav potpuno autonoman od polijetanja do slijetanja), ručnog upravljanja s zemaljske kontrolne stanice ili kombinacije oba. Može se samostalno vratiti u bazu i sletjeti u slučaju gubitka komunikacije sa zemaljskom stanicom. Sustav ima potpuno automatsko lansiranje i oporavak (ALR) i mogućnosti rada u svim vremenskim uvjetima.
Heron može nositi niz senzora, uključujući termografsku kameru (infracrvenu), obavještajne sustave (COMINT i ELINT) i razne radarske sustave, ukupno do 250 kg. Heron je također sposoban za pronalaženje ciljeva i prilagodbu topništva.
Senzori korisnog tereta komuniciraju sa zemaljskom kontrolnom stanicom u stvarnom vremenu, korištenjem podatkovne veze izravne vidljivosti ili putem zračnog/satelitskog releja. Kao i navigacijski sustav, teret se također može koristiti ili u potpuno unaprijed programiranom autonomnom načinu rada, ili u ručnom daljinskom upravljanju u stvarnom vremenu, ili u kombinaciji oba.

### Super Heron
Na Singapore Air Showu u veljači 2014., IAI je predstavio Super Heron doradu Heron UAS-a. Super Heron ima dizelski motor od 200 konjskih snaga koji povećava brzinu uspona i performanse. Njegov domet je 250 km direktnog vidnog polja i 1000 km satelitskom kontrolom. Izdržljivost je 45 sati na najvećoj nadmorskoj visini od 30.000 ft (9.100 m). Brzina krstarenja je 60 do 80 kn (110 do 150 km/h; 69 do 92 mph), a najveća brzina preko 150 kn (280 km/h; 170 mph).

## Operativna povijest
Heron je imao značajnu upotrebu tijekom operacije Lijevano olovo u Gazi 2008. – 2009. Ovo je bila prva izraelska operacija u kojoj su bespilotne letjelice, helikopteri i borbeni zrakoplovi izravno dodijeljeni kopnenim snagama bez odobrenja središnjeg zapovjedništva IAF-a. Timovi kontrolora zračne potpore djelovali su zajedno sa zapovjednicima brigada na fronti, naglašavajući korištenje izravnih zračnih sredstava od strane zapovjednika brigade. Visoki stupanj situacijske svijesti postignut je održavanjem najmanje desetak bespilotnih letjelica u stalnom letu nad Gazom. Zračni nadzor vršili su bespilotne letjelice Heron i Hermes 450 te jurišni helikopteri Apache. Uz koordinaciju između zračnih snaga i kopnenih trupa, izraelske kopnene snage mogle su iskoristiti suradnju s Izraelskom sigurnosnom agencijom tako što su operativce pridodali prednjim jedinicama. Ova koordinacija između službi omogućila je višu razinu taktičke svijesti i sposobnost gađanja vremenski kritičnih ciljeva.
Ostale zemlje koje koriste Heron su Singapur, Indija i Turska. Francuska upravlja derivatom Herona pod nazivom Eagle ili Harfang. Godine 2008. Kanada je najavila plan za iznajmljivanje Herona za korištenje u Afganistanu, počevši od 2009. Sredinom 2009. godine Australija je unajmila dva Herona u sklopu višemilijunskog najma za upravljanje vozilima u Afganistanu. Početkom srpnja 2013. Heron je iznad Afganistana ostvario 15.000 sati leta. Australija je 30. studenoga 2014. zaključila s korištenjem Herona kao potpore operaciji Slipper u Afganistanu, nakon što je skupila 27 000 sati leta. Kraljevsko australsko ratno zrakoplovstvo umirovilo je dva Herona u lipnju 2017.
Počevši od 2021., Frontex, Agencija za europsku graničnu i obalnu stražu, koristi Herone sa sjedištem na Malti za praćenje aktivnosti migranata u južnom Sredozemnom moru. Ova je aktivnost izazvala kontroverze kada je objavljeno da će se prikupljeni podaci dijeliti sa zemljama uključujući Libiju i Tunis. Zabrinutost je bila da bi se podaci mogli upotrijebiti za prisiljavanje neregularnih migranata natrag na njihovu točku polaska, uskraćujući im priliku da traže azil u drugim zemljama.

## Tehnički podaci
- Kapacitet: 250 kg (551 lb)
- Duljina: 8,5 m (27 ft 11 in)
- Raspon krila: 16,6 m (54 ft 6 in)
- Aeroprofil: IAI SA-21[9]
- Maksimalna težina pri polijetanju: 1150 kg (2535 lb)
- Pogon: 1 × Rotax 914 914 4-cilindrični, zrakom i vodom hlađeni vodoravno suprotni klipni motor, 86 kW (115 KS)
- Propeleri: 3-kraki potisni propeler

### Performanse
- Najveća brzina: 207 km/h (129 mph, 112 kn)
- Izdržljivost: 52 sata[10]
- Gornja granica leta: 10.000 m (33.000 ft)
- Brzina uspona: 2,5 m/s (490 ft/min)
- Opterećenje krila: 89 kg/m2 (18 lb/sq ft)